# Knautia calycina
Knautia calycina är en tvåhjärtbladig växtart som först beskrevs av Karel Presl, och fick sitt nu gällande namn av Giovanni Gussone. Knautia calycina ingår i släktet åkerväddar, och familjen Dipsacaceae. Inga underarter finns listade i Catalogue of Life.